# Plessé
Plessé é uma comuna francesa na região administrativa do País do Loire, no departamento de Loire-Atlantique. Estende-se por uma área de 104.38 km². Em 2010 a comuna tinha 5 377 habitantes (densidade: 51,5 hab./km²).